# Radegundiskirche (Katzelsdorf)

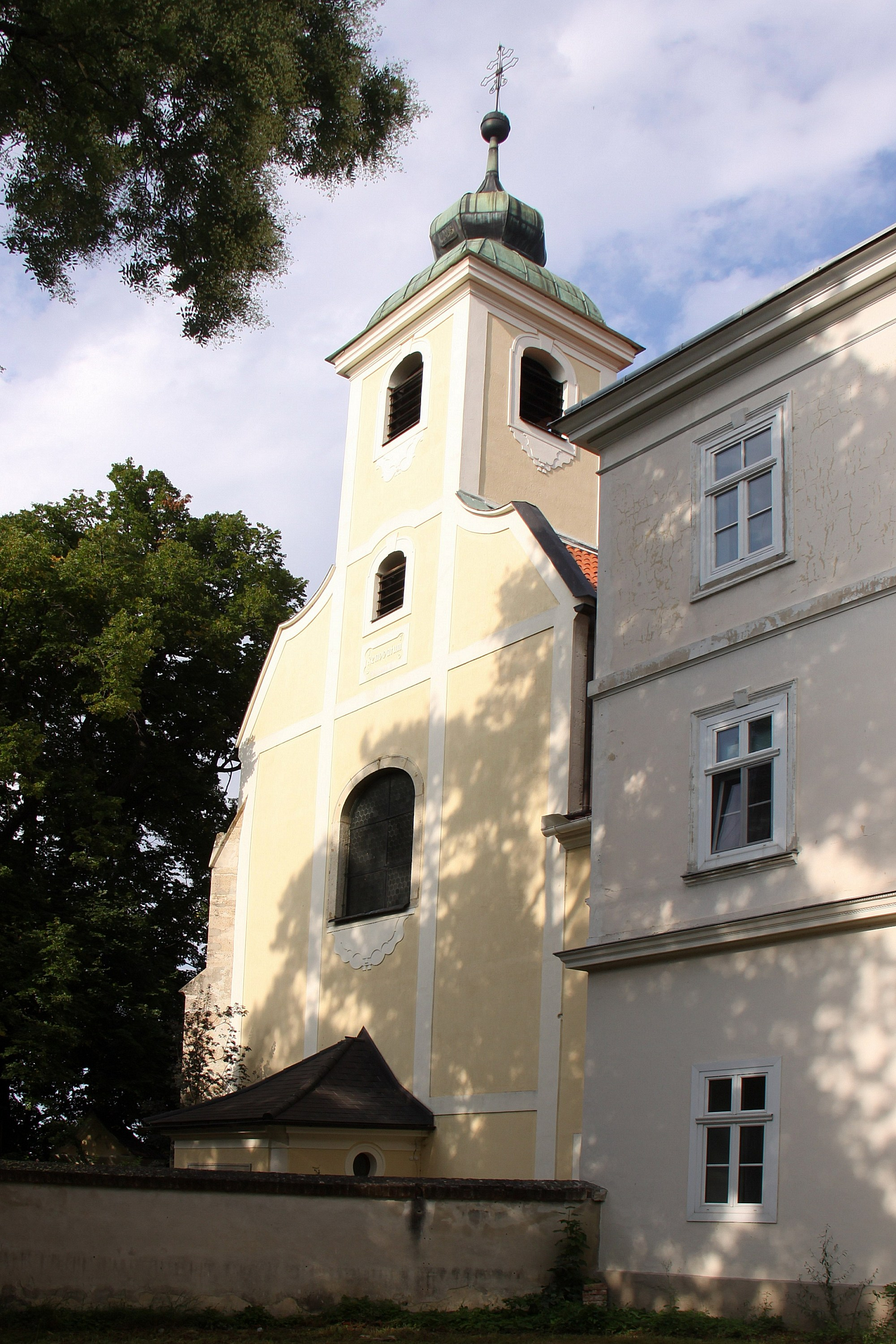
Radegundiskirche, Redemptoristenkloster

Die römisch-katholische Pfarrkirche hl. Radegundis ist eine ehemalige Franziskanerklosterkirche in der Gemeinde Katzelsdorf an der Leitha im südlichen Niederösterreich. Die Kirche steht unter Denkmalschutz (Listeneintrag).

## Radegundiskirche

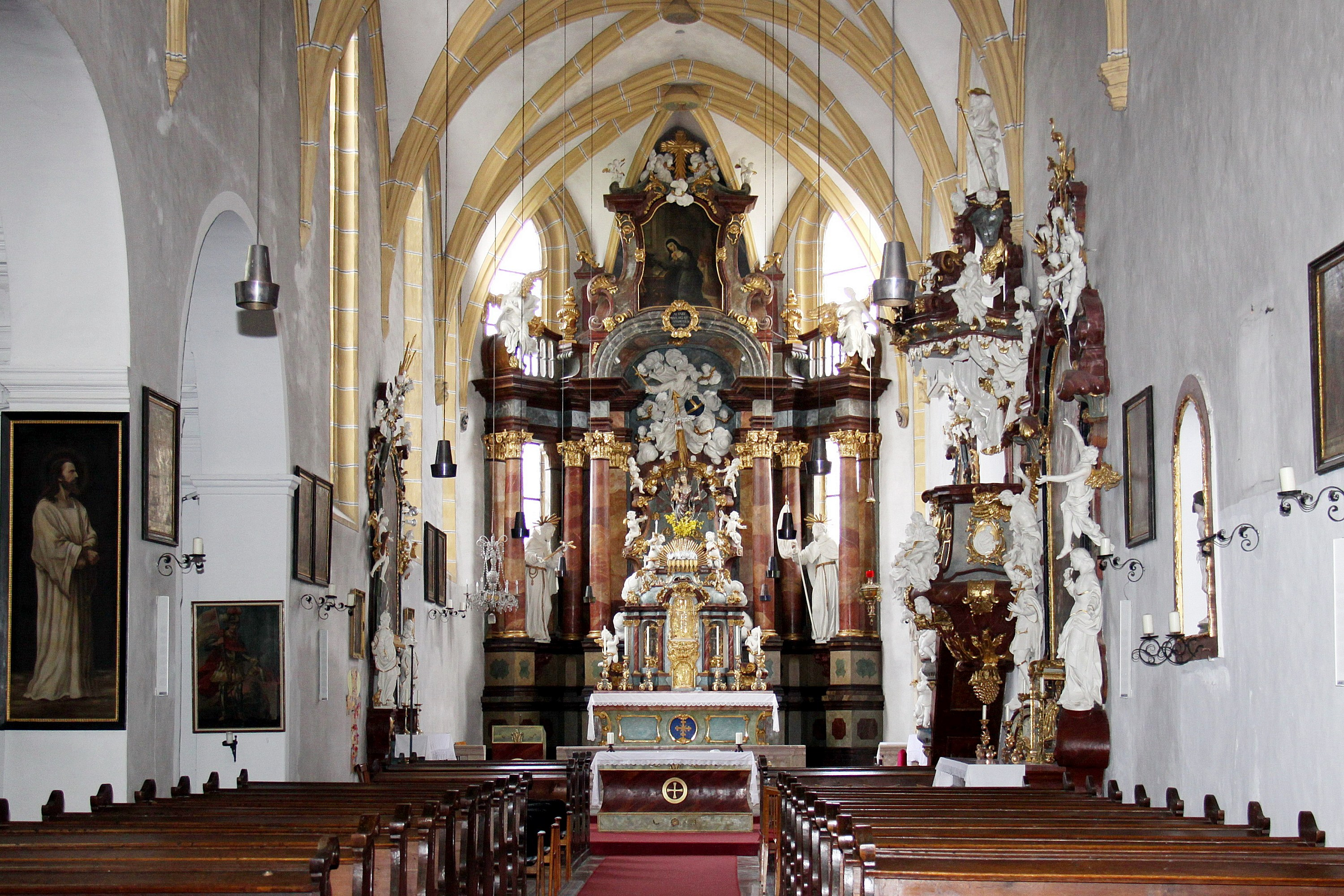
Innenansicht der Radegundiskirche

Die Vorgängerkapelle Hl. Radegundis ging beim Kirchbau unter. Die Franziskanerkirche wurde wahrscheinlich vom Baumeister Peter von Pusika von 1442 bis 1462 errichtet. Die Stifter Johann Sigismund und Anna von Weißpriach wurden 1479 in der Kirche beigesetzt. Schwere Schäden durch die Erste Türkenbelagerung wurden im Jahre 1532 wieder restauriert. 
Die Kirche bildet als lang gestreckter Bau die Nordseite des Klosters und ist durch eine überdachte Treppe auf den Klosterhügel erreichbar. Der hohe, schlanke, lange spätgotische Baukörper über sechs Joche schließt mit einem Chor in Langhausbreite ab. Unter einem einheitlichen Dach zeigt die Fassade hohe Spitzbogenfenster, Strebepfeiler und Wasserschläge. Nordseitig mittig im 3. und 4. Joch befinden sich über große Rundbogenöffnungen erreichbar zwei angebaute Seitenkapellen. Die Turmfassade entstand um 1750 im Zuge einer Erweiterung und Barockisierung. 
Das mit der Kirche verbundene Franziskanerkloster wurde im Jahre 1783 aufgehoben und durch Abpfarrung von der Pfarrkirche Lanzenkirchen wurde die Kirche zur Pfarrkirche erhoben.

## Annakapelle
Die Annakapelle kragt mit dem Chor östlich aus der Flucht des ehemaligen Franziskanerklosters aus. Die Annakapelle hat zwei Geschoße und zeigt in beiden Geschoßen der Fassade Spitzbogenfenster in tiefen Laibungen. Das Erdgeschoß ist kreuzrippengewölbt, das Obergeschoß kreuzgratgewölbt. Die Erdgeschoßkapelle hat eine ornamentale Glasmalerei vom Maler E. Häupl aus den 1970er Jahren. Unter dem Volksaltar ist ein Sichtfenster zum Grab eines im Jahre 1683 ermordeten Franziskaners.

## Franziskanerkloster Katzelsdorf
Vom ehemaligen Franziskanerkloster steht noch die Radegundiskirche und davon südlich gegen Osten die Annakapelle, wobei der östliche Kreuzgang den Verbindungsweg zwischen Kirche und Kapelle bildet. Der Kreuzgang mit Hof ist östlich noch ganz und nördlich und südlich noch teilweise vorhanden. Die untergegangenen Bereiche des Kreuzganges und des Klosters wurden im 18. Jahrhundert mit dem Redemptoristenkloster Katzelsdorf überbaut. Die Gründung von Johann Sigismund und Anna von Weißpriach wurde im Jahre 1458 dem Wiener Franziskanerkloster St. Theobald ob der Laimgrube übergeben. Das Kloster wurde im Jahre 1560 profaniert und im Jahre 1573 wurde eine protestantische Schule im Klostergebäude eingerichtet. Im Jahre 1593 ging das Kloster wieder an die Franziskaner, welche um 1750 Kirche und Kloster barockisiert haben. 1783 wurde das Kloster aufgehoben.